# Resolución 405 del Consejo de Seguridad de las Naciones Unidas
La resolución 404 del Consejo de Seguridad de las Naciones Unidas, adoptada el 15 de abril de 1977, después de considerar el reporte entregado por la misión especial para Benín establecida por la resolución 404 , el Consejo rechazó los ataques por los mercenarios en el país el 16 de enero de 1977. Tomó en cuenta la resolución 239 (1965), rechazando a cualquier Estado que contratara mercenarios para atacar a otros, interfiriendo con sus asuntos internos. El Consejo también advirtió en contra de cualquier intento por Estado de desestabilizar a otro.
La resolución continuó agradeciendo a la Misión Especial por su trabajo y solicitó asistencia material de Estados miembros para Benín para ayudar a reparar los daños materiales sufridos durante el ataque.
Ningún detalle de la votación fue dado, más que fue adoptada "por consenso".